# Il nome della rosa (fumetto)
Il nome della rosa è un fumetto italiano, disegnato da Milo Manara, pubblicato nel 2023.
È ispirato al romanzo omonimo di Umberto Eco.

## Edizioni
- Milo Manara, Il nome della rosa, Oblomov Edizioni, Feininger, 2023, ISBN 9788831459754